# Paidia albescens
Paidia albescens là một loài bướm đêm thuộc phân họ Arctiinae, họ Erebidae.